# Ácido trifluoroacético
El ácido trifluoroacético, también conocido por las siglas TFA (de su nombre en inglés, TriFluoroAcetic acid) es el ácido carboxílico perfluorado estable más sencillo, con la fórmula CF3COOH. Se trata de un ácido carboxílico fuerte debido a la influencia de la electronegatividad del grupo trifluorometilo. El ácido trifluoroacético es casi 100.000 veces más ácido que el ácido acético. Es ampliamente utilizado en química orgánica.

## Síntesis
El ácido trifluoroacético se presenta de forma natural en el agua de mar, pero solo en pequeñas concentraciones (<200 ng/L). El ácido trifluoroacético se prepara industrialmente por electrofluoración de cloruro de acetilo y anhídrido acético, seguida de hidrólisis del fluoruro de trifluoroacetilo resultante:
CH3-COCl + 4 HF  →  CF3-COF + 3 H2 + HCl
CF3-COF  + H2O  →  CF3-COOH + HF
Si así se desea, este compuesto puede secarse añadiéndole anhídrido trifluoroacético
Una reacción alternativa para obtener este producto parte de la oxidación de 1,1,1-trifluoro-2,3,3-tricloropropeno con permanganato de potasio. El trifluorotricloropropeno se puede preparar por fluoración de Swarts de hexacloropropeno.

## Usos
El ácido trifluoroacético es el precursor de muchos otros compuestos fluorados como anhídrido trifluoroacético y 2,2,2-trifluoroetanol. Se trata de un reactivo utilizado en síntesis orgánica, debido a una combinación conveniente de propiedades: volatilidad, solubilidad en disolventes orgánicos, y su fuerza como ácido TFA también es menos comburente que el ácido sulfúrico, pero más fácilmente disponible en forma anhidra que muchos otros ácidos. Una de las complicaciones de su uso es que forma un azeótropo con el agua (punto de ebullición: 105 °C)).
Es utilizado habitualmente como un ácido fuerte en la síntesis de péptidos y la síntesis de otros compuestos orgánicos para eliminar el grupo protector t-butoxicarbonilo.
A baja concentración, se usa como agente de emparejamiento de iones en cromatografía líquida (HPLC) de compuestos orgánicos, en particular, péptidos y pequeñas proteínas. Es un disolvente versátil para RMN (para materiales estables en medio ácido). También se utiliza como calibrador en la espectrometría de masas.
Se utiliza para producir sales de trifluoroacetato que sirven como precursoras de materiales cerámicos tales como YBa2Cu3O{7-x}.